# Paul Gallico
Œuvres principales
- L'Aventure du Poséidon (1969)
- L'Oie des neiges (1941)

Paul William Gallico né le 26 juillet 1897 et mort le 15 juillet 1976, est un écrivain et un journaliste sportif américain. Plusieurs de ses romans ont été adaptés au cinéma.

## Biographie
Paul Gallico naît en 1897 d'un père italien, Paolo Gallico, pianiste de concerto et professeur de musique, et d'une mère autrichienne, Hortense Erlich, émigrés aux États-Unis en 1895. Il commence sa carrière comme chroniqueur et éditeur sportif et deviendra l'un des journalistes sportifs les mieux payés d'Amérique. 
À la fin des années 1930, il abandonne le journalisme et se consacre à l'écriture de nouvelles pour des magazines, puis à des romans. En 1958, est publié Des fleurs pour Mrs Harris (Flowers for Mrs Harris) : le roman est un grand succès d'édition ; il est le premier d’une série de quatre romans consacrés au personnage de l’adorable femme de chambre "Mrs. 'Arris". Un téléfilm sera réalisé en 1992 avec Angela Lansbury dans le rôle-titre (Tous les rêves sont permis).
Un bon nombre de ses écrits sera adapté au cinéma. L'adaptation la plus connue est sans doute celle tirée de sa nouvelle L'Aventure du Poséidon (en). Ce récit d'un groupe de passagers en croisière qui se retrouve prisonnier de leur paquebot en train de sombrer, a donné lieu au film L'Aventure du Poséidon en 1972 qui a été un très grand succès commercial et a ouvert le bal à une longue série de films catastrophe. Un remake a été réalisé en 2006 (Poséidon). 
Paul Gallico est aussi l'auteur de L'Oie des neiges (The Snow Goose (novella) (en)), une nouvelle relatant une amitié  sur fond de guerre, et qui sera adaptée musicalement en 1975 par le groupe de rock Camel (Paul Gallico poursuivra le groupe en justice). 
Paul Gallico a également écrit des romans pour la jeunesse.

### Romans

#### sérieMrs. Harris
- 1958 : Des fleurs pour Mrs Harris[1] (Mrs. 'Arris Goes to Paris)[2] Ce roman a été adapté en 1992 en téléfilm sous le titre Tous les rêves sont permis, avec Angela Lansbury dans le rôle-titre et Omar Sharif, puis au cinéma en 2022 sous le titre Une robe pour Mrs. Harris, avec Lesley Manville dans le rôle-titre, Isabelle Huppert et Lambert Wilson.
- 1960 : Mrs. 'Arris goes to New York[3] (inédit en France)
- 1965 : Mrs. 'Arris, M.P.[4] (inédit en France)
- 1974 : Mrs. 'Arris goes to Moscow[5] (inédit en France)

#### Autres romans
- 1941 : Lou Gehrig : Pride of the Yankees Ce roman inédit en France a été adapté au cinéma en 1942 sous le titre de Vainqueur du destin (The Pride of the Yankees) avec Gary Cooper dans le rôle du célèbre du joueur de baseball américain Lou Gehrig.
- 1956 : Mouche (Love of Seven Dolls, 1954) Ce roman a été adapté au cinéma en 1953 sous le titre de Lili, également sorti en France, avec Leslie Caron.
- 1957 : Thomasina, the Cat Who Thought She Was God (en) Ce roman inédit en France a été adapté au cinéma en 1964 sous le titre de Les Trois Vies de Thomasina (The Three Lives of Thomasina), puis en 1991 en Russie sous le titre Bezumnaya Lori (Russie).
- 1958 : The Steadfast man, a life of St Patrick Biographie inédite en France de saint Patrick d'Irlande.
- 1965 : La Main de Mary Constable (The Hand of Mary Constable, 1964) Paris : Plon ; traduit par Jean-François Crochet ; 1964, 271 p. Ce roman d’épouvante a été adapté en téléfilm en 1969 sous le titre Daughter of the Mind (en), avec Ray Milland et Gene Tierney.
- 1973 : L'Aventure du Poseidon (The Poseidon Adventure (en), 1969)[6] Paris : Presses de la Cité ; traduit par Suzanne Barthes ; 375 p. Réédition en 2006 sous le titre raccourci Poseidon chez l'éditeur « L'Archipel »  (ISBN 9782841878260). Ce roman a été adapté au cinéma en 1972 sous le titre L'Aventure du Poséidon (The Poseidon Adventure) puis en 2006 sous le titre Poséidon.
- 1973 : Dans la plaine les baladins (Love, let me not hunger, 1963) Ce roman sur les difficultés d'un cirque, est paru en France aux Presses de la Cité, traduit par Aliette Henri-Martin ; 312 p.
- 1974 : Le Garçon et le Pistolet à bulles (The Boy who invented the bubble gun, 1974) Paris : Presses de la Cité ; traduit par Constance Gallet ; 217 p.
- 1974 : Zoo gang (Zoo gang, 1971) Paris : Presses de la Cité ; traduit par Lucette Dausque, 218 p. Ce roman a été adapté en 1974 en une série télévisée sous le titre The Zoo Gang (en), avec Brian keith et Lili Palmer.
- 1970 : Matilda Ce roman sur un kangourou engagé pour des combats de boxe, est inédit en France. Il a été adapté au cinéma en 1978 sous le titre de C'est dans la poche (Matilda, 1978), avec Elliott Gould et Robert Mitchum.
- 1978 : Beyond the Poseidon Adventure Ce roman inédit en France a été adapté au cinéma en 1979 sous le titre Le Dernier Secret du Poseidon (Beyond the Poseidon Adventure), avec Michael Caine et Karl Malden.

### Romans pour la jeunesse

#### sérieUn cochon d'Inde
La série narre les aventures d'une petite fille nommée Cécile et de son cochon d'Inde, Jean-Jacques.
- 1965 : Un cochon d'Inde nommé Jean-Jacques (The Day the Guinea-Pig Talked, 1963) Éditions Hachette, collection Nouvelle Bibliothèque rose (Mini rose) no 200, traduit par Suzanne Pairault, illustrations de Jeanne Hives.
- 1966 : Qui a volé mon cochon d'Inde ? (The Day Jean-Pierre was Pignapped, 1964) Éditions Hachette, coll. Nouvelle Bibliothèque rose (Mini rose) no 219, traduit par Suzanne Pairault, illustrations de Jeanne Hives.
- 1968 : Le Tour du monde d'un cochon d'Inde (The Day Jean-Pierre Went Round the World, 1965) Éditions Hachette, coll. Nouvelle Bibliothèque rose (Mini rose) no 268, traduit par Suzanne Pairault, illustrations de Jeanne Hives.
- 1970 : Un Cochon d'Inde chez les clowns (The Day Jean-Pierre Joined the Circus, 1969) Éditions Hachette, coll. Nouvelle Bibliothèque rose (Mini rose) no 354, traduit par Suzanne Pairault, illustrations de Jeanne Hives.

#### Autres romans
- 1954 : Mon amie Jennie (Jennie ; titre américain : The Abandoned, 1950) Paris, Delamain et Boutelleau ; traduction et préface de Germain d'Hangest ; 299 p. L'histoire d'un chat abandonné.
- 1954 : Peppino ou le Petit miracle (The Small Miracle, 1951) Paris : Desclée de Brouwer ; traduit par Juliette Charles Du Bos.
- 1956 : Mouche (Love of seven dolls, 1954) Paris, Delamain et Boutelleau ; traduit par Paule de Beaumont.
- 1973 : L'Oie des neiges (The Snow Goose (novella) (en), 1941) Paris : Éditions G. P., collection Spirale no 203, traduit par Geneviève Meker, illustrations de Michel Gourlier.
- 1975 : L'Homme qui était magique (The Man who was Magic : A fable of innocence, 1966) Éditions G. P., collection « Super 1000 » no 131 ; traduit par Marie Brunfaut, illustré par Annie-Claude Martin.
- 1977 : L'Étrange Destin de la souris bleue (Manxmouse (en), 1968)Paris : Éditions G. P., collection « Super 1000 » no 149 ; traduit par Geneviève Meker, illustré par Marie Chartrain.

## Source
- Bibliothèque nationale de France (catalogue général)